# Пейдж, Элизабет
Элизабет Мервин Пейдж Харрис (англ. Elizabeth Merwin Page Harris, 27 августа 1889 — 11 марта 1969) — американская писательница, наиболее известная своим бестселлером 1939 года «Дерево свободы», по которому в 1940 году был снят фильм «Говарды из Вирджинии». 
Пейдж родилась в Каслтоне, штат Вермонт, 27 августа 1889 года. Её отец, Альфред Райдер Пейдж, был судьёй Верховного суда Нью-Йорка, а мать, Элизабет Мервин Роу Пейдж, была секретарём Реформатской церкви в Америке. Элизабет выросла в Нью-Йорке, окончила колледж Вассар в 1912 году и получила степень магистра в Колумбийском университете в 1914 году. С 1914 по 1916 год она работала школьным учителем в Нейтике, штат Массачусетс, а во время Первой мировой войны работала в Американском Красном Кресте, YMCA и других благотворительных организациях. Она написала вместе со своей матерью книгу «В лагере и типи: история индейской миссии» (1915), а также написала четыре собственные книги. Её роман «Приключение в дикой природе» (1946) основан на реальной истории исследователя Джона Питера Саллинга. Пейдж вышла замуж за Герберта Тейлора Харриса в 1954 году и умерла в Оахаке, Мексика, 11 марта 1969 года.